# Au cœur de l'enfer 1/2
Au cœur de l'enfer - 1re partie est le sixième épisode du feuilleton télévisé Prison Break. C'est un épisode spécial en deux parties.

## Résumé
Michael Scofield se rend compte que pour continuer à creuser derrière les murs, il a besoin de plus de temps. La principale difficulté vient du comptage de prisonniers qui est effectué régulièrement par les gardiens. Après avoir exposé ce problème à son compagnon de cellule Fernando Sucre, Sucre admet qu' « there are only three certain things in life. Death, taxes and count. » (« Il y a trois choses de sûres dans la vie. La mort, les impôts et le comptage. »). La seule chose qui pourrait suspendre le comptage est un confinement des prisonniers. Michael utilise son accès derrière les murs pour fermer l'air conditionné. 
Les prisonniers commencent à souffrir de la chaleur, tandis que T-Bag, revenu un peu plus tôt de l'infirmerie, fomente un début de révolte. Dépassé, le gardien Geary, ordonne le confinement des prisonniers sans s'être assuré que chaque détenu avait préalablement réintégré sa cellule. Une émeute se déclenche provoquant la fuite des gardiens. Rendu fou de rage par les paroles cruelles de Bellick sur les circonstances de sa naissance, T-Bag parvient, avec l'aide des émeutiers, à entrer dans la salle de contrôle et à trouver un trousseau de clés lui offrant l'accès à l'intégralité de la prison.
Quand la nouvelle de l'émeute parvient aux prisonniers se trouvant à l'infirmerie, ils se réjouissent et décident également de se révolter. Ils tentent d'attraper Sara Tancredi mais celle-ci parvient à leur échapper et à s'enfermer dans une pièce vitrée. Pour l'isoler davantage, ils coupent les fils du téléphone et obligent le seul gardien présent à mentir par talkie-walkie en prétendant que la situation est calme. Sara est prise au piège, alors que les détenus menacent de la violer. 
Pendant ce temps, Michael et Sucre se faufilent dans les couloirs de la prison en empruntant leur sortie dérobée. Michael explique à son codétenu qu'ils doivent creuser des trous à travers le mur suivant le tracé du démon de son tatouage afin de correctement réussir à percer une partie du mur. 

## Informations complémentaires

### Chronologie
- Les évènements de cet épisode se déroulent les 24 et 25 avril.

### Culture
- T-Bag déclare : « So you see, "friends", either I'm through that hole with you, or I'm gonna sing like Johnny Cash! » (Traduction : « Donc vous voyez, les amis, soit je passe par ce trou avec vous, soit je vais chanter comme Johnny Cash. »). Il fait référence au célèbre chanteur de country américain Johnny Cash.

- L'un des détenus interpelle le docteur Tancredi en lui demandant: « What's up, Doc? » (« Quoi d'neuf, docteur? »). Il reprend la phrase fétiche de Bugs Bunny dans les dessins animés.

- La réplique de Sucre: « There are only three certain things in life. Death, taxes and count. » (« Il y a trois choses de sûr dans la vie. La mort, les impôts et l'appel. ») est tiré du film d'évasion Papillon de Franklin J. Schaffner avec Steve McQueen et Dustin Hoffman. C'est un clin d'œil.

### Erreurs
- Lorsque Michael démonte l'évier au début de l'épisode, le mur est encore intact derrière. Alors que Michael avait défoncé ce mur à l'épisode 4 "Alchimie" et s'en était servi plusieurs fois depuis pour explorer la prison.
- Dans cet épisode, la chaîne d'information Fox News décrit Fox River comme une institution pénitentiaire de niveau 5. Or, dans le premier épisode du feuilleton, le juge qui condamne Michael Scofield désigne Fox River comme une prison de sécurité de niveau 1. Dans l'État de l'Illinois, le niveau 1 est le maximum, tandis que le niveau 6 est le plus élevé dans les prisons fédérales américaines[1].
- Lorsque Michael décalque le diable sur une feuille dans sa cellule, les traits du dessin sont assez épais car hésitants, or le dessin projeté au mur est parfait...

### Divers
- Cet épisode a été tourné à Chicago, Illinois dans la prison de Joliet pendant l'été en août 2005[2]. Ces conditions météorologiques transparaissent dans la réplique : « hottest day in April » (Traduction :« jour le plus chaud d'avril »), ainsi que dans le maquillage et les vêtements des acteurs.

- En ayant découvert le plan d'évasion, T-Bag contraint les autres détenus à l'intégrer dans l'équipe qui compte désormais et malgré elle 5 membres.